# Kvarnsjön (Vilhelmina socken, Lappland)
Kvarnsjön är en sjö i Vilhelmina kommun i Lappland och ingår i Ångermanälvens huvudavrinningsområde. Sjön har en area på 0,0463 kvadratkilometer och ligger 581,5 meter över havet.

## Delavrinningsområde
Kvarnsjön ingår i det delavrinningsområde (721464-146658) som SMHI kallar för Utloppet av Kultsjön. Medelhöjden är 623 meter över havet och ytan är 201,2 kvadratkilometer. Räknas de 169 avrinningsområdena uppströms in blir den ackumulerade arean 1 704,92 kvadratkilometer. Avrinningsområdets utflöde Ångermanälven mynnar i havet. Avrinningsområdet består mestadels av skog (55 procent). Avrinningsområdet har 53,93 kvadratkilometer vattenytor vilket ger det en sjöprocent på 26,8 procent. Bebyggelsen i området täcker en yta av 2 kvadratkilometer eller 1 procent av avrinningsområdet.